# 야산고비
야산고비(학명: Onoclea sensibilis)는 고사리목 야산고비과 야산고비속에 속하는 낙엽성 여러해살이 양치식물의 일종이다. 야산고비속의 유일종으로 여겨질 때도 있지만 그렇지 않을 때도 있다.